# Polo Montañez
Pour les articles homonymes, voir Montañez.
Fernando Borrego Linares, mieux connu dans le monde de la musique cubaine sous le nom de scène de Polo Montañez, né le 5 juin 1955 à Pinar del Río (Cuba) et mort le 26 novembre 2002 à La Havane, est un auteur-compositeur-interprète de son, guajira, boléro et poète cubain. 

## Biographie
Polo Montañez est né le 5 juin 1955 dans la région de Pinar del Río.
Après avoir été bûcheron, il se produit régulièrement à Las Terrazas, au cœur de Cuba, de nos jours un complexe éco-touristique mais à l'époque plutôt fréquenté par une clientèle locale. 
José da Silva fondateur du label Lusafrica l'y découvre en 1999 et lui fait enregistrer son premier CD Guajiro Natural avec la chanson Un montón de Estrellas (qui sera reprise par le chanteur de salsa Gilberto Santa Rosa). Le CD sort d'abord en France, puis en Colombie et dans le reste du monde, en particulier à Cuba sa terre natale, où il connaît un succès immédiat.
Il obtient disque d'or et disque de platine en Colombie.
Il a écrit Amor e Distancia pour Cesária Évora.
Polo Montañez est mort des suites de ses blessures le 26 novembre 2002, six jours après avoir été victime d'un accident de voiture provoqué par un camion.
Il a laissé une trentaine de chansons inédites, dix chansons seront publiées dans l'album posthume Memoria.

## Discographie
- Guajiro Natural (2000)
- Guitarra Mía (2002)
- Memoria (2004)